# Sárszentágota
Sárszentágota è un comune dell'Ungheria di 1.400 abitanti (dati 2001). È situato nella contea di Fejér.